# Bad (bài hát của Wale)
"Bad" là một bài hát của nghệ sĩ hiphop người Mỹ Wale, nó được phát hành vào ngày 5 tháng 2 năm 2013, là đĩa đơn đầu tiên trích từ album phòng thu thứ ba của anh ấy, The Gifted (2013). Bài hát được sản xuất bởi Kelson Camp và có sự hợp tác với Tiara Thomas. Bài hát đạt vị trí 21 tại bảng xếp hạng Billboard Hot 100, trở thành bài hát thứ hai của Wale lọt vào top 40 sau "Lotus Flower Bomb"; và trở thành bài hát có thứ hạng cao nhất của anh với tư cách là nghệ sĩ hát chính. Về phía Thomas thì đây là đĩa đơn lọt top 40 đầu tiên của cô.

## Bối cảnh
Bài hát được phát hành vào ngày 24 tháng 12 năm 2012, ban đầu là bản thu thứ 6 nằm trong mixtape của Wale mang tên Folarin, nhưng sau đó nó lại được chọn để đưa vào trong album The Gifted.

## Video âm nhạc
Trong một cuộc phỏng vấn, Wale nói về chủ đề của video, "Nó đúng là một trải nghiệm tuyệt vời bởi vì nó như một bộ phim vậy. Chủ đề của video nói về một cô gái. Cô ấy cố gắng tìm thấy chính bản thân mình bằng sự gần gũi, thân tình. Cô ấy thật sự không thể khám phá ra được những cái cô ấy muốn về tình yêu hay sự ham muốn. Đó gần như là câu chuyện đúng với những cô gái mà tôi đã quen hay ve vãn". Video được đạo diễn bởi Alexandre Moors và được công chiếu chính thức trên 106 & Park vào ngày 20 tháng 3 năm 2013.

## Danh sách bài hát
Đĩa đơn kỹ thuật số
| STT | Nhan đề                        | Sáng tác           | Sản xuất                  | Thời lượng |
| --- | ------------------------------ | ------------------ | ------------------------- | ---------- |
| 1.  | "Bad" (featuring Tiara Thomas) | Wale, Tiara Thomas | Kelson Camp, Tiara Thomas | 4:18       |

## Lịch sử phát hành
| Quốc gia | Ngày phát hành          | Kiểu phát hành       | Hãng đĩa                      |
| -------- | ----------------------- | -------------------- | ----------------------------- |
| Hoa Kỳ   | Ngày 5 tháng 2 năm 2013 | Tải nhạc kỹ thuật số | Maybach Music Group, Atlantic |

## Bản phối lại (Remix)
Bản phối lại (remix) chính thức của "Bad" có sự góp giọng của nghệ sĩ thu âm người Barbados Rihanna. Bài hát được phát hành kỹ thuật số thông qua iTunes vào ngày 3 tháng 6 năm 2013. Nó cũng xuất hiện trong album phòng thu thứ ba của Wale, The Gifted. Ngày 10 tháng 5 năm 2013, nữ ca sĩ nhạc R&B Rihanna đã cho đăng trên Instagram hình ảnh làm việc trong phòng thu của cô với Wale. Sau đó nó được xác nhận là họ đang ghi âm phiên bản remix cho bài hát.

## Sáng tác và giai điệu
Theo ghi nhận của MTV, bản remix bắt đầu bằng những thang âm buồn, ủ rũ trước khi người nghe quen thuộc với những tiếng rít, xuất hiện như trong bản gốc. Wale bắt đầu bằng những câu rap: "Bad girls ain't no good and the good girls ain't no fun"; Rihanna trả lời "And the bad girls want a real nigga". Rihanna biến phần lời gốc của Tiara Thomas thành của riêng mình, thêm vào đó giọng ca quyến rũ đến chết người của chính cô; "Is it bad that, I never made love. I never did it, but I sure know how to fuck", Rihanna hát một cách bi thảm. Wale và Rihanna đối thoại với nhau và về tình trạng hỗn loạn bên trong con người họ khi nói đến người khác giới. Rihanna hát (và rap ở đoạn sau) về sự đáp ứng lại nỗi than vãn của Wale về một mối quan hệ khó khăn và sự sung sướng khi được quan hệ tình dục trên "giường, sàn, ghế, và nhiều hơn nữa". Bài hát sử dụng những âm thanh từ những nhạc cụ gần giống với bài hát trước đó của Rihanna là "Loveeeeeee Song". Đoạn rap của Rihanna với Wale tương tự với phiên bản gốc.

## Tiếp nhận phê bình
"Bad (Remix)" nhận được nhiều ý kiến tích cực từ các nhà phê bình âm nhạc

## Danh sách bài hát
Đĩa đơn kỹ thuật số
| STT | Nhan đề                           | Sáng tác                            | Sản xuất | Thời lượng |
| --- | --------------------------------- | ----------------------------------- | -------- | ---------- |
| 1.  | "Bad (Remix)" (featuring Rihanna) | Olubowale Akintimehin, Tiara Thomas | MexManny | 3:58       |

## Lịch sử phát hành
| Quốc gia | Ngày phát hành          | Kiểu phát hành       | Hãng đĩa                      |
| -------- | ----------------------- | -------------------- | ----------------------------- |
| Hoa Kỳ   | Ngày 3 tháng 6 năm 2013 | Tải nhạc kỹ thuật số | Maybach Music Group, Atlantic |

## Bảng xếp hạng
| Bảng xếp hạng (2013)                     | Vị trí cao nhất |
| ---------------------------------------- | --------------- |
| Pháp (SNEP)                              | 141             |
| Anh Quốc (OCC)                           | 112             |
| Anh Quốc R&B (OCC)                       | 20              |
| Hoa Kỳ Billboard Hot 100                 | 21              |
| Hoa Kỳ Hot R&B/Hip-Hop Songs (Billboard) | 5               |

| Bảng xếp hạng (2013)                 | Vị trí xếp hạng |
| ------------------------------------ | --------------- |
| US Billboard Hot 100                 | 59              |
| US Hot R&B/Hip-Hop Songs (Billboard) | 14              |
| US Rap Songs (Billboard)             | 10              |

## Chứng nhận
| Quốc gia                                                    | Chứng nhận  | Số đơn vị/doanh số chứng nhận |
| ----------------------------------------------------------- | ----------- | ----------------------------- |
| Canada (Music Canada)                                       | Bạch kim    | 80.000‡                       |
| Hoa Kỳ (RIAA)                                               | 3× Bạch kim | 3.000.000‡                    |
| ‡ Chứng nhận dựa theo doanh số tiêu thụ và phát trực tuyến. |             |                               |